# 刘志选
刘志选（1561年—1627年），字可選，號海日，浙江慈溪人。明朝政治人物。萬曆癸未進士。天啟時倚靠魏忠賢，彈劾多名東林黨大臣，成為东林党争的中心人物之一，被蔑称为“西林首恶”。

## 生平
萬曆十年（1582年）壬午科浙江鄉試舉人，萬曆十一年，聯捷癸未科進士，和叶向高同榜。禮部觀政，得授刑部主事一职。和官员刘复初、李懋桧同争郑贵妃、王恭妃册封一事。
给事中邵庶请禁诸曹言事，李懋桧抗疏力争，遭贬官。刘志选对万历帝说：“陛下谪懋桧，使人箝口结舌，蒙蔽耳目，非国家福也”。万历帝大怒，将他贬作福宁州判官。萬曆二十二年（1594年）起補無爲州判官，二十三年迁任合肥縣知縣。遭贬官回乡，家居长达三十年。
明光宗、明熹宗朝，很多因建言得罪的官员都重新启用。刘志选回到朝中后，被任命为南京工部屯田司主事，天啓三年（1623年）升迁为都水司郎中，改尚寶司丞，当时已经七十多岁了。刘志选渴望快速加官进爵，上疏追论“红丸”，极力诋毁孙慎行，称其不道德。这一疏奏正中魏忠贤下怀。魏忠贤窃喜，在天启五年9月，任命刘志选为尚宝少卿。之后，刘志选仍再次弹劾孙慎行。
天启六年（1626年），出任顺天府府丞。冬季十月时，上疏弹劾张国纪。当时有匿名榜张贴在厚载门，榜上列举了列忠臣贤臣，和他们的党羽七十多人。魏忠贤遂怀疑这张匿名榜单系出自张国纪等人之手。邵辅忠、孙杰谋因此大兴牢狱，残酷迫害东林党人。
刘志选上疏称颂《要典》，说：“命德讨罪，无微不彰，即尧、舜之放四凶，举元、恺，何以加焉，洵游、夏无能赞一词者”。并极力诋毁王之寀、孙慎行、杨涟、左光斗，但极力称赞刘廷元、岳骏声、黄克缵、徐景濂、范济世、贾继春、傅櫆、陈九畴。刘志选并说：“慷慨忧时，力障狂澜于既倒者，魏广微也，当还之揆席，以继五臣之盛事。赤忠报国，弼成巨典于不日者，厂臣也，当增入简端，以扬一德之休风”。又说：“之寀宜正典刑，慎行宜加谪戍”。魏忠贤听后大悦，于是大力提拔岳骏声等人，王之寀等人被逮捕，孙慎行被发配戍边，都照着刘如志选说的那样。
天启七年，擢升为右佥都御史，提督操江。明熹宗不久驾崩，魏忠贤落得身败名裂，言官交相弹劾，被下诏削籍。后来被判定作逆案，“律无倾摇国母文，坐子骂母律”，与梁梦环一同判作死刑。刘志选畏罪先自杀。

## 家族
曾祖刘铨，训导。祖父刘法。父刘菃。母曹氏，继母陳氏。慈侍下。兄劉志業，按察司副使；刘志伊，大理寺卿；志儒；志學；志在，贡士；志述；劉憲；劉寵，贡士；志俨；梦裳。弟志偀。

## 延伸阅读
[在维基数据编辑]
 《明史卷三百〇六》，出自《明史》